# Helorus anomalipes
Helorus anomalipes é uma espécie de insetos himenópteros, mais especificamente de vespas parasíticas pertencente à família Heloridae.
A autoridade científica da espécie é Panzer, tendo sido descrita no ano de 1798.
Trata-se de uma espécie presente no território português.